# NGC 2370
NGC 2370 је спирална галаксија у сазвежђу Близанци која се налази на NGC листи објеката дубоког неба.
Деклинација објекта је + 23° 47' 1" а ректасцензија 7h 25m 1,5s. Привидна величина (магнитуда) објекта NGC 2370 износи 13,7 а фотографска магнитуда 14,4. NGC 2370 је још познат и под ознакама UGC 3835, MCG 4-18-15, CGCG 117-36, IRAS 07220+2352, PGC 20955.